# Sarah Sjöström
Sarah Fredrica Sjöström, född 17 augusti 1993 i Rönninge, är en svensk simmare. Hon har varit en av 2000-talets främsta kvinnliga simmare inom fjärilsim och frisim, med tre OS-guld och ett stort antal VM- och EM-guld. Med 98 medaljer, varav 54 guld, på internationella mästerskap är Sjöström den mest medaljbehängda europeiska simmaren genom tiderna. Med OS-gulden på 50 och 100 meter frisim 2024 är hon tidernas mest framgångsrika kvinnliga svenska OS-simmare. Hon blev första svenska att vinna OS-guld i simning.
Sjöström slog igenom på seniornivå  som 14-åring när hon i mars 2008 vann EM-guld på 100 meter fjärilsim, en sträcka på vilken hon 2009–2012 samt 2015-2024 innehade världsrekordet på. Sjöström har fram till 2022 sammanlagt erövrat 27 VM- och EM-guld på lång bana. Vid de olympiska sommarspelen 2016 i Rio de Janeiro vann hon olympiskt guld på 100 meter fjärilsim; hon satte dessutom världsrekord med tiden 55,48 sekunder och vann under tävlingarna även silver på 200 meter frisim och brons på 100 meter frisim. 2022 blev hon den första europeiska kvinna vinna tio individuella VM-guld.
Sjöström tävlar för Södertörns simsällskap i Handen, Haninge kommun. Hon tränas av Antonio Lutula (tidigare av Johan Wallberg och Carl Jenner).

## Biografi

### Tidiga år
Sjöström började simma vid nio års ålder då familjen flyttade från Västertorp i Stockholms kommun till Haninge. Hon vann ungdoms-SM och tog en överraskande medalj på junior-SM. Hon upptäcktes sedan av förbundskapten Thomas Jansson som tog ut henne i seniorlandslaget. På Europeiska Ungdoms-OS 2007 tog hon guld på 100 meter frisim, silver på 100 meter fjärilsim och brons på 4 × 100 m frisim.

### 2008–2009

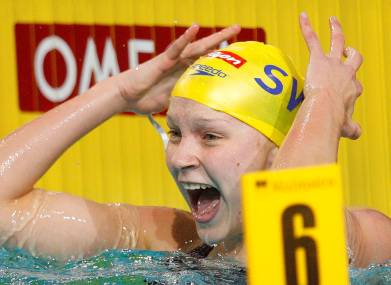
Sarah Sjöström vinner EM-guld på 100 meter fjärilsim i Eindhoven 2008.

Sjöström slog igenom när hon den 22 mars 2008 som 14-åring vann EM-guld på 100 meter fjärilsim vid EM i Eindhoven. Redan i semifinalen hade hon slagit Anna-Karin Kammerlings svenska rekord när hon simmade på 58,38 sekunder. Sjöström blev därmed den yngsta svenska världs- eller europamästaren någonsin i en olympisk gren. Hon debuterade sedan samma sommar i Olympiska spelen där hon dock blev utslagen i försöken på 100 meter fjärilsim efter en sjätteplats i sitt försöksheat. Hon deltog även på 100 meter ryggsim där hon slutade på 29:e plats med försökstiden 1.02,38. Sjöström simmade också ryggsim i Sveriges lag på 4 × 100 m medley som tog sig till final men där diskvalificerades på grund av felaktig växling. Framgångarna under 2008 ledde till att Sjöström på Svenska idrottsgalan 2009 tilldelades utmärkelsen "Årets nykomling".
Vid sim-VM i Rom den 26 juli 2009 slog Sjöström i försöken på 100 meter fjärilsim det svenska rekordet med tiden 56,76 sekunder. Samma dag satte hon i semifinalen världsrekord på samma distans med 56,44. I finalen dagen efter vann hon guldmedaljen efter ännu ett världsrekord, 56,06, och hon tog därmed Sveriges femte VM-guld genom tiderna på lång bana. Detta ledde senare till att Sjöström vann utmärkelsen "Årets prestation" på Svenska idrottsgalan i början av 2010.

### 2010–2011
Vid 2010 års Europamästerskap försvarade Sjöström sin guldmedalj från 2008 när hon vann 100 meter fjärilsim på tiden 57,32 i ett finallopp där det blev svenskt även på bronsplats genom Therese Alshammar.
2011 blev ett mellanår för Sjöström som i december ändå slog svenskt rekord när hon vann 100 meter frisim vid de Öppna nederländska mästerskapen i Eindhoven. Tiden 53,05 var en putsning av Therese Alshammars då gällande rekord med 53 hundradelar och tillika världsårsbästa på sträckan. Däremot misslyckades hon med att ta medalj vid VM i Shanghai där resultatet på favoritsträckan 100 m fjäril, där hon också var regerande mästare, blott blev en fjärdeplats med tiden 57,38.

### 2012–2013
2012 blev ett år av både framgångar och motgångar. På försommarens EM i ungerska Debrecen simmade Sjöström hem dubbla guld på 50 fjärilsim och 100 meter fritt.
OS 2012 blev dock en besvikelse, delvis orsakad av halsfluss en månad före tävlingarna. Sjöström blev utslagen i semifinal på tre av de distanser hon simmade: 50, 100 och 200 meter fritt. På favoritdistansen 100 meter fjäril nådde hon en fjärdeplats med tiden 57,17. Som ytterligare salt i såren för svenskan slogs dessutom hennes världsrekord på sträckan (från 2009) av Dana Vollmer.
Sommaren 2013 bjöd Sarah Sjöström dock på nytt på simning i världsklass. På försommaren tog hon tre vinster under Mare Nostrum-tävlingarna i Barcelona och vid 2013 års sim-VM i samma stad vann hon den 29 juli guld på 100 meter fjärilsim efter ett finallopp som hon för SVT Sport beskrev med orden:
| ”                      | Jag har aldrig gråtit av lycka tidigare. Det här är det största som någonsin hänt mig i min karriär. | „ |
| – Sarah Sjöström, 2013 | |   |

Efter halva loppet låg Sjöström tvåa efter danskan Jeanette Ottesen Gray, men avslutade klart starkast. Segertiden 56,53 var hennes dittills tredje snabbaste på distansen – snabbast om man räknar bort tider med den numera förbjudna "superdräkten".
Den 31 juli simmade Sjöström final på 200 meter frisim där hon nådde en fjärdeplats. I finalen på 100 meter frisim två dagar senare blev hon tvåa på tiden 52,89, en tid som var två hundradelar sämre än hennes nysatta svenska rekord från semifinalen dagen före. I sitt sista lopp i tävlingarna blev Sjöström återigen fyra, nu på 50 meter frisim efter att ha satt personligt rekord med 24,45. Tidigare under mästerskapet hade hon dessutom ingått i det lagkappslag som nått fjärde plats i finalen på 4 × 100 meter frisim.
I december 2013 tävlade Sjöström framgångsrikt vid kortbane-EM i Herning. Under mästerskapen vann hon två  individuella guld (50 och 100 meter fjärilsim), tre silver (50 och 100 meter frisim samt korta lagkappen i frisim) och ett brons (korta lagkappen i medley).

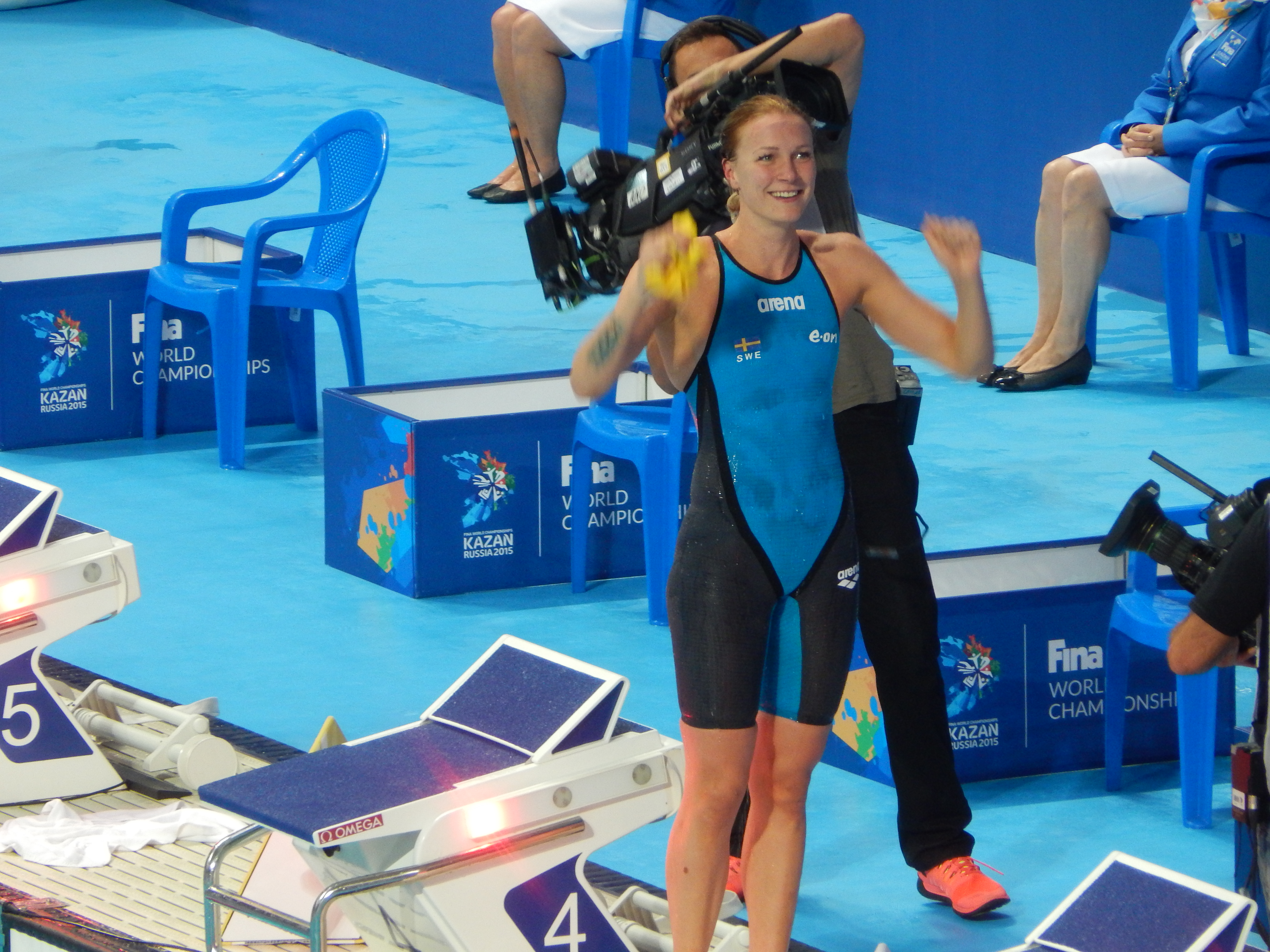
Sarah Sjöström i Kazan 2015

### 2014–2015
Under SM-veckan i Borås 2014 satte Sjöström den 5 juli nytt världsrekord på 50 meter fjärilsim med tiden 24,43 sekunder. Det tidigare världsrekordet som löd på 25,07 hade år 2009 satts av Therese Alshammar i en senare förbjuden så kallad "superdräkt".
Vid Europamästerskapen i Berlin senare samma sommar erövrade Sjöström tre guld och fyra silver. Den 18 augusti vann hon och de övriga i det svenska stafettlaget guld på 4x100 frisim och dagen efter segrade hon också i finalen på 50 meter fjäril. Den 20 augusti tog svenskan ett nytt guld, den här gången på 100 meter frisim. Under mästerskapen erövrade hon totalt sju medaljer, inklusive silver på 4 × 200 meter frisim, 100 meter fjäril, 50 meter frisim och 4 × 100 meter medley.
Efter sina stora framgångar under 2014 fick Sjöström följdriktigt på Idrottsgalan i januari 2015 motta Jerringpriset och i juni 2015 erhöll hon också  Victoriastipendiet.
Vid VM i Kazan sommaren 2015 rivstartade Sjöström sin VM-vecka genom att sätta nytt världsrekord på 100 m fjärilsim i semifinalen med tiden 55,74 sekunder. Dagen efter sänkte hon rekordet med ytterligare en tiondel när hon vann finalen, och därmed sitt tredje VM-guld på distansen, med över en sekund ner till tvåan Jeanette Ottesen.
Några dagar senare knep Sjöström karriärens andra VM-silver på 100 meter frisim då hon var 18 hundradelar bakom segraren Bronte Campbell från Australien. Dagen därpå tog svenskan sin tredje medalj när hon vann sitt första VM-guld i långbana på 50 meter fjäril. Därmed blev hon också första svenska simmare att vinna två VM-guld under samma långbanemästerskap. Sista mästerskapsdagen avslutades med ett brons på 50 meter frisim och ett silver i lagkappen på 4 × 100 meter medley. Därmed tog Sjöström medalj i samtliga fyra individuella starter, och i de tre lagkapperna blev det ett silver och två fjärdeplatser. Sammanlagt erövrade hon två guld, två silver och ett brons under VM-veckan; fler medaljer än någon svensk tidigare vunnit under ett och samma VM.
År 2015 blev Sarah Sjöström som första svenska simmare av den ledande simningsnyhetswebbplatsen Swimming World Magazine utsedd till "Årets simmare i Europa"; Senare samma höst tilldelades hon också Svenska Dagbladets guldmedalj med motiveringen "För explosiv viljekraft, dubbla världsrekord och en historisk guldkavalkad".

### 2016–2017
För sina framgångar under 2015 mottog Sjöström vid Idrottsgalan 2016 för andra året i rad Jerringpriset och erhöll dessutom priset som "årets kvinnliga idrottare".
Sjöström tävlade sedan i Austin, Texas, USA. Hon vann här flera grenar (50 m frisim, 100 m frisim och 100 m fjäril) och placerade sig som två bakom Katie Ledecky på 200 m frisim. Senare samma år deltog hon i GP-tävlingen i Malmö och vann där alla distanser hon ställde upp i. Hon slog samtidigt det svenska rekordet på 50 m ryggsim med tiden 28,21, en hundradel snabbare än hennes gamla svenska rekord.
I slutet av mars tävlade Sjöström i Swim Open Stockholm i Eriksdalsbadet där hon annars tränar. Också här vann hon samtliga discipliner hon ställde upp i. På 100 m fjärilsim satte satte hon ett nytt årsbästa med tiden 55,68, bara 4 hundradelar från hennes eget dåvarande världsrekord.
I slutet av maj åkte Sjöström och det svenska simlandslaget till EM i London. Under tiden där var hon inne i en tung träningsperiod men lämnade ändå EM med tre guld och ett brons. Svenskan vann guld på 50 m fjärilsim med tiden 24,99 och var ungefär en halv sekund före tvåan Jeanette Ottesen. Hon vann sedan 100 meter frisim med tiden 52,82 och var också där cirka en halv sekund snabbare än holländskan Ranomi Kromowidjojo. På sin paraddistans 100 m fjärilsim vann Sjöström med tiden 55,89; ett nytt mästerskapsrekord. Hon vann dessutom ett brons på damernas lagkapp 4 × 100 m frisim med tiden 3.37,84. En sliten Sjöström strök sig sedan från 200 m frisim.
Bara en månad före OS tävlade Sjöström i sim-SM. Där simmade hon 50 och 200 m frisim samt 50 och 100 m fjärilsim med guld på alla distanser. På 200 m frisim vann hon med tiden 1.54,34 som gav henne en förstaplats på världsrankningen på distansen. Hon vann dessutom ett lagkappsguld med sin klubb Södertörns SS på 4 × 100 m medley.
I augusti 2016 deltog Sarah Sjöström vid Olympiska sommarspelen i Rio de Janeiro. Redan första kvällen satte hon i sin semifinal på 100 m fjärilsim ett nytt olympiskt rekord med tiden 55,84. Dagen därpå vann Sarah finalen på samma distans och tog därmed sitt första OS-guld i karriären. Hon vann med nästan en sekunds marginal med tiden 55,48 och satte därmed ett nytt olympiskt rekord och världsrekord. I damernas lagkapp på 4 × 100 m frisim samma kväll kom Sverige med Sjöström i laget på femte plats. I finalen på 200 m frisim tog Sjöström ett silver med tiden 1.54,08 som också var ett nytt svenskt rekord; dock 35 hundradelar efter segrande amerikanskan Katie Ledecky. Sjöström deltog även på 100 m frisim där hon kvalificerat sig till finalen med fjärde snabbaste tid: 53,16. I finalen avancerade hon placeringsmässigt och knep en bronsmedalj med en tid på 52,99. Hon blev därmed den fjärde svenska simmaren genom tiderna med tre OS-medaljer. På Sjöströms avslutande gren, 50 m frisim, blev en tröttkörd svenska utslagen i semifinal.
Vid VM i Budapest i juli 2017 rivstartade Sjöström med att på startsträckan i damernas lagkapp 4 x 100 m frisim sätta nytt individuellt världsrekord på 100m frisim. Tiden blev 51,71, en förbättring av Cate Campbells tidigare rekord med 35 hundradelar. Den andra tävlingsdagen försvarade hon sitt VM-guld på 100 m fjärilsim genom att vinna finalen på nya mästerskapsrekordet 55,53, bara fem hundradelar från sitt eget världsrekord. Svenskan blev därmed också historisk som den första kvinnan att vinna tre raka långbane-VM-guld på samma distans men också första kvinnliga simmare att vinna fyra VM-guld på samma distans. Efter några dagars vila simmade Sarah Sjöström 100 meter frisim och tog sig vidare till final med bästa tid i både i försöken och semifinalen. I finalen kom hon tvåa med tiden 52,31, bara fyra hundradelar från guldmedaljen. Sjöströms tid var hennes fjärde bästa på sträckan.  
Under sommaren 2017 slog Sjöström fyra världsrekord på två veckors tid (i Budapest och senare vid världscuptävlingar i Moskva). Som samtidig innehavare av åtta världsrekord på kort och lång bana blev hon då den mesta rekordhållaren inom den internationella simningen. I början av augusti förbättrade Sjöström sin tid på 50 meter frisim på kortbana, vid tävlingar i Berlin, från 23,10 till 23,00. I loppet var hon dock tvåa efter Ranomi Kromowidjojo, som med tiden 22,93 tog ifrån Sjöström ett av hennes åtta rekord.

### 2018–2019
Vid sim-EM 2018 vann Sarah Sjöström som första svenska simmare fyra individuella guldmedaljer. Gulden togs i 50 och 100 meter fjäril samt 50 och 100 meter fritt.
I sim-VM i Gwangju 2019 inledde Sjöström med att ta ett silver på 100 meter fjärilsim där hon något överraskande besegrades av kanadensiskan Margaret MacNeil. Hon tog senare ett brons på 200 meter frisim och följde upp med att två dagar senare ta ytterligare ett brons på 100 meter frisim. Senare tog hon ännu en gång ett guld på 50 meter fjärilsim. På sista tävlingsdagen tog hon sin femte individuella VM-medalj för detta mästerskap när hon tog silver på 50 meter frisim. Sarah blev utsedd till detta VM:s främsta simmare på damsidan.

### 2020–2021
På grund av covid-19-pandemin blev 2020 ett mellanår. De olympiska spelen sköts upp till 2021 och i februari 2021 drabbades Sarah av en allvarlig skada då hon halkade på en isfläck och fick en fraktur i armbågen som behövde opereras. Trots detta lyckades hon ett halvår senare vinna ett silver på 50 meter frisim under de Olympiska sommarspelen 2020.

### 2022–2023
Den 23 juni 2022 vid VM i Budapest tog Sjöström silver på 100 meter frisim, vilket var hennes totalt 17:e VM-medalj i karriären. Dagen därpå tog hon guld på 50 meter fjärilsim. En dag senare tog Sjöström även guld på 50 meter frisim och tog därmed medalj i samtliga individuella lopp hon ställde upp i.
2023 vann Sjöström VM-guld på både 50 meter frisim och 50 meter fjärilsim. Frisimsfinalen skedde även på ett nytt världsrekord på distansen.

### 2024
På VM i långbana 2024 vann Sjöström återigen VM-guld på både 50 meter frisim och 50 meter fjärilsim.
Sjöström som på senare år satsat på sprintsimning hade ursprungligen endast tänkt tävla på 50 meter frisim på de olympiska sommarspelen 2024. Hon valde dock att också ställa upp på 100 meter frisim. Där vann hon den 31 juli guldet efter att ha vunnit finalen på 52,16, endast 45 hundradelar från hennes världsrekord från 2017. Fyra dagar efter sitt guld på 100 meter frisim vann hon ytterligare ett guld, den här gången på 50 meter frisim på 23,71. I semifinalen slog hon olympiskt rekord med 23,66.

## Privatliv
Sarah Sjöström är gift med Johan de Jong Skierus. År 2025 bekräftar Sjöström att hon och maken väntar sitt första barn. Detta leder till att Sjöström tar en paus i sin elitkarriär.

### Studier
Sjöström började hösten 2009 medieprogrammet på Fredrika Bremergymnasiet i Haninge. Detta är en fyra år lång utbildning, där Sjöström läste media och foto. Våren 2025 studerade hon en kurs i ekonomi (business management) på IHM Business School i Stockholm.

## Personliga rekord
Långbana (50 m)
| Distans       | Tid     |        | Stad                      | Datum          | Tävling                            | Ref.   |
| ------------- | ------- | ------ | ------------------------- | -------------- | ---------------------------------- | ------ |
| 050 m frisim  | 23,61   | 0VR0   | Fukuoka, Japan            | 29 juli 2023   | Världsmästerskapen i simsport 2023 |        |
| 100 m frisim  | 51,71   | 0VR0   | Budapest, Ungern          | 23 juli 2017   | Världsmästerskapen i simsport 2017 |        |
| 200 m frisim  | 1.54,08 | 0SR0   | Rio de Janeiro, Brasilien | 9 augusti 2016 | Olympiska sommarspelen 2016        |        |
| 400 m frisim  | 4.06,04 | 0SR0   | Amiens, Frankrike         | 16 mars 2014   | Golden Lanes                       |        |
| 050 m ryggsim | 27,80   | 0SR0   | Borås, Sverige            | 30 juni 2017   | Svenska mästerskapen               | [ 87 ] |
| 100 m ryggsim | 59,98   | 0SR0 * | Eindhoven, Nederländerna  | 5 april 2015   | Swim Cup                           |        |
| 050 m fjäril  | 24,43   | 0VR0   | Borås, Sverige            | 5 juli 2014    | Svenska mästerskapen               |        |
| 100 m fjäril  | 55,48   | 0VR0 * | Rio de Janeiro, Brasilien | 7 augusti 2016 | Olympiska sommarspelen 2016        |        |

* Vid tidpunkten gällande rekord, dock förbättrat av annan simmare sedan dess

### Kortbana (25 m)
| Distans       | Tid     |        | Stad               | Datum            | Tävling                            |
| ------------- | ------- | ------ | ------------------ | ---------------- | ---------------------------------- |
| 050 m frisim  | 23,00   | 0SR0   | Berlin, Tyskland   | 7 augusti 2017   | Världscuptävling                   |
| 100 m frisim  | 50,77   | 0VR0 * | Moskva, Ryssland   | 3 augusti 2017   | Världscuptävling                   |
| 200 m frisim  | 1.50,78 | 0VR0 * | Doha, Qatar        | 7 december 2015  | Världsmästerskapen i simsport 2014 |
| 050 m ryggsim | 27,50   |        | Stockholm, Sverige | 26 november 2011 | Svenska mästerskapen               |
| 100 m ryggsim | 59,03   |        | Moskva Ryssland    | 7 november, 2009 | World cup                          |
| 050 m fjäril  | 24,50   | 0MR0   | Kazan, Ryssland    | 7 november 2021  | Europamästerskapen i simsport 2021 |
| 100 m fjäril  | 54,61   | 0VR0 * | Doha, Qatar        | 12 november 2014 | Världsmästerskapen i simsport 2014 |

* Vid tidpunkten gällande rekord, dock förbättrat av annan simmare sedan dess

## Priser och utmärkelser
Utöver medaljer i olika simtävlingar har Sarah Sjöström fått motta (bland annat) följande utmärkelser:
- 2014: Jerringpriset[88]
- 2015: Jerringpriset
- 2015: Årets kvinnliga simmare i Europa, utdelat av Swimming World Magazine[89]
- 2015: Bragdguldet[90]
- 2015: Victoriastipendiet[91]
- 2017: H.M. Konungens medalj av 8:e storleken i högblått band[92]
- 2017: Världens bästa kvinnliga simmare, utdelat av Swimming World Magazine[93]
- 2017: Europas bästa kvinnliga idrottare, utsedd av all världens olympiska kommittéer[94]
- 2017: Bragdguldet[94]
- 2019: MVP i International Swimming League (ISL), tävlingens mest värdefulla simmare[95]